# 郎天祚
郎天祚，浙江山阴人，清朝軍事將領、武狀元。
康熙十一年（1672年），郎天祚通過了鄉試。康熙十二年（1673年），登武進士一甲第一名，后授參將。實授寧國營參將。